# Air Antilles Express

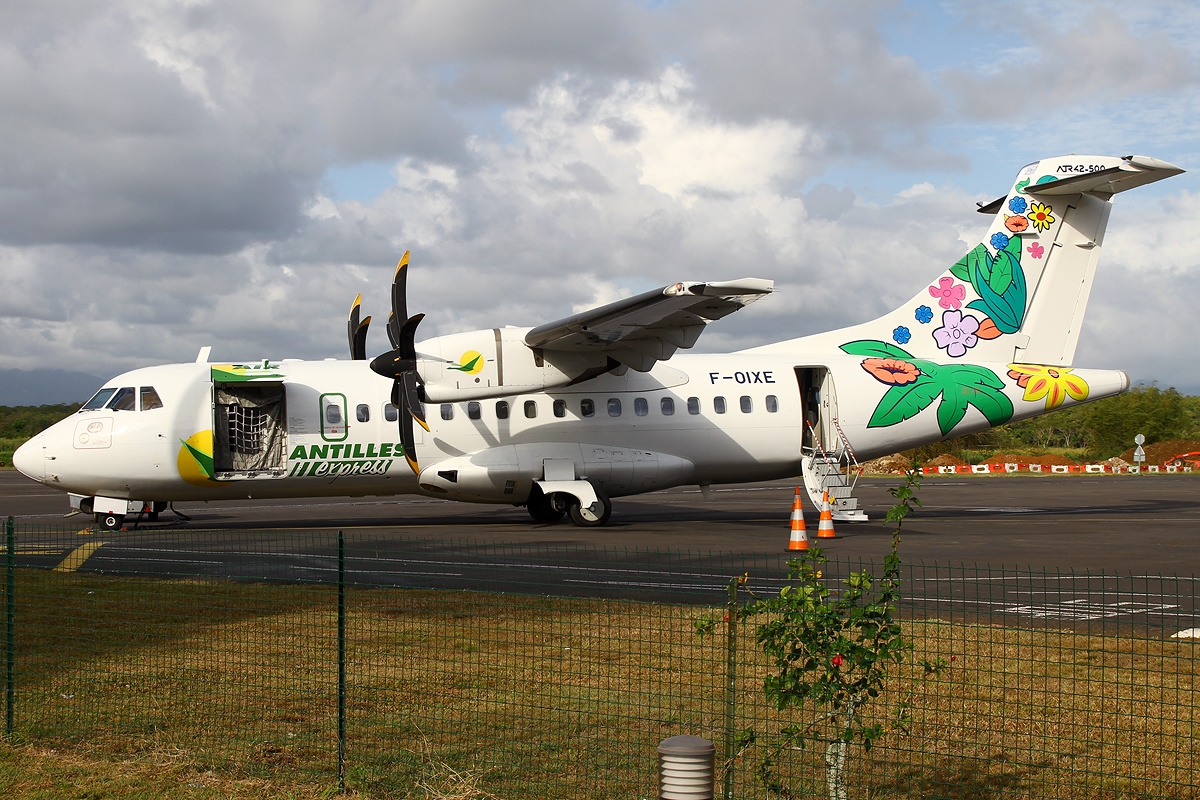
ATR 42-500 авіакомпанії Air Antilles Express в аеропорту Пуент-а-Пітр

Air Antilles Express — комерційна авіакомпанія Гваделупи зі штаб-квартирою в місті Пуент-а-Пітр, що працює на регіональних авіаперевезеннях Французької Вест-Індії. Портом приписки авіакомпанії і головним транзитним вузлом (хабом) є міжнародний аеропорт Пуент-а-Пітр.

## Історія
Air Antilles Express заснована в 2002 році й почала операційну діяльність у грудні того ж року. Компанія належить холдингу Compagnie Aérienne Inter Régionale Express (CAIRE) і працює спільно з іншою дочірньою авіакомпанією цього холдингу Air Guyane Express, використовуючи загальні коди ІКАО, ІАТА і один і той же позивний.

## Маршрутна мережа
У 2012 році маршрутна мережа регулярних (в тому числі й сезонних) перевезень авіакомпанії Air Antilles Express включала в себе такі пункти призначення:
- Антигуа
  - Сент-Джонс — міжнародний аеропорт Сент-Джонс (липень-серпень)
- Барбадос
  - Бриджтаун — міжнародний аеропорт імені Грентлі Адамса
- Домініканська Республіка
  - Пунта-Кана — міжнародний аеропорт Пунта Кана (липень-серпень)
  - Ла-Романа — міжнародний аеропорт Ла-Романа (липень-серпень)
  - Санто-Домінго / Бока-Чіка — міжнародний аеропорт Лас-Амерікас
- Гваделупа
  - Пуент-а-Пітр — міжнародний аеропорт Пуент-а-Пітр (хаб)
- Мартиніка
  - Фор-де-Франс — міжнародний аеропорт Мартиніки імені Еме Сезера
- Сен-Бартелемі
  - Сен-Жан — аеропорт імені Густава III
- Сент-Люсія
  - Кастрі — аеропорт імені Джорджа Ф. Л. Чарльза
- Сінт-Мартен
  - Філіпсбург — міжнародний аеропорт імені принцеси Юліани

## Флот
У травні 2011 року повітряний флот авіакомпанії Air Antilles Express становили такі літаки:
| Тип літака                           | В експлуатації | Пасажирських місць | Примітки                            |
| ------------------------------------ | -------------- | ------------------ | ----------------------------------- |
| ATR 42-500                           | 4              | 48                 | 1 в оренді з а/к Air Express Guyane |
| De Havilland Canada DHC-6 Twin Otter | 2              | 19                 |                                     |
| Cessna 208B Grand Caravan            | 2              | 19                 |                                     |